# Yan Zi
Yan Zi (n. 12 noiembrie 1984, Chengdu, Republica Populară Chineză) este o jucătoare de tenis chineză, medaliată olimpică. A participat la 2 ediții ale Jocurilor Olimpice (2004, 2008) în care a câștigat o medalie de bronz.